# Héctor Hurtado (levantador de pesas)
Héctor Hurtado (LA esperanza Provincia de Cotopaxi, Ecuador, 11 de septiembre de 1955) es un exlevantador de pesas y entrenador ecuatoriano. Compitió en el evento masculino de peso pluma en los Juegos Olímpicos de Verano de 1984.campeón sudamericano, campeón bolivariano, campeón panamericano, campeón nacional selección de Ecuador.
Actualmente es entrenador del equipo olímpico ecuatoriano de levantamiento de pesas, quien estuvo a cargo de entrenar a los deportistas para los Juegos Olímpicos de Tokio 2020.